# Furina barnardi

Furina barnardi är en ormart som beskrevs av den australiske herpetologen och ornitologen James Roy Kinghorn 1939. Furina barnardi ingår i släktet Furina, och familjen giftsnokar och underfamiljen havsormar. Inga underarter finns listade.

## Utbredning
Furina barnardi finns i nordöstra Queensland, i Australien från Port Curtis i söder till Cape York Peninsula.